# Дьёр
Дьёр (венг. Győr [ˈɟøːr]), Рааб (нем. Raab), Раб (словац. Ráb) — город в северо-западной Венгрии, расположен на половине пути между Будапештом и Веной. Город стоит в месте впадения реки Рабы в Мошони-Дуна (Мошонский Дунай). Административный центр медье Дьёр-Мошон-Шопрон. Население — 128 902 человека (2014 г.), Дьёр — шестой по величине город Венгрии.

## География и транспорт
Город расположен примерно в 130 километрах к западу от Будапешта. Через город проходят железнодорожная и автомобильная магистрали Будапешт — Вена, кроме того, Дьёр связан транспортными путями с Братиславой и южными регионами Венгрии. Время пути на поезде до Будапешта — 1,5—2 часа.

## История
Поселение на месте города существовало с глубокой древности. В V веке до н. э. здесь было кельтское поселение, в римский период оно превратилось в укреплённый город, известный под именем Арабонна. Сокращённый вариант имени Арабонна — Рааб или Раб — дал современное имя города в немецком и словацком языках.
Приблизительно до IV века римская крепость успешно отражала набеги варваров, однако с упадком империи постепенно была заброшена. В V веке, после краткого периода господства славян и ломбардцев, земли вокруг Рааба были завоёваны аварами. После разгрома аваров войсками Карла Великого в начале IX века Рааб контролировался державой франков и короткое время (880—894 гг.) Великой Моравией.
В 900 году после вторжения на Дунай венгров начался венгерский период истории города. Венгры восстановили полуразрушенную крепость в устье Рабы, вскоре вокруг неё вырос значительный город. Во времена Иштвана Святого город стал епископской резиденцией и стал носить имя Дьёр.
В 1242 году Дьёр подвергся набегу монголов, а в 1271 году — атаке чешской армии. Во время турецкого нашествия на Венгрию в XVI веке город был в 1594 году на короткое время оккупирован турками, однако уже в 1598 году перешёл под контроль венгерской и австрийской армий. В 1683 году город вновь пережил турецкую осаду, которая была снята после поражения турок в битве под Веной.
XVIII век стал временем расцвета Дьёра, в городе было построено множество церквей и дворцов, главным образом в стиле барокко, в 1743 году он получил статус вольного королевского города.
В начале XIX века город стал ареной сражений в ходе наполеоновских войн. 14 июня 1809 года французская армия под командованием Евгения Богарне нанесла у стен Дьёра поражение австрийской армии под руководством эрцгерцога Иоганна. Битва вошла в историю как битва при Раабе. После битвы французы разрушили крепостные укрепления города.
В годы Второй мировой войны историческим строениям Дьёра был нанесён ущерб, который, однако, был намного менее тяжёлым, чем ущерб, причинённый Секешфехервару и многим другим городам Венгрии. После войны исторический центр Дьёра был полностью восстановлен.

## Население
| 2013    | 2014     | 2021     | 2022     | 2023     | 2024     |
| ------- | -------- | -------- | -------- | -------- | -------- |
| 128 567 | ↗128 902 | ↗132 735 | ↘127 599 | ↗130 020 | ↗130 191 |

## Экономика

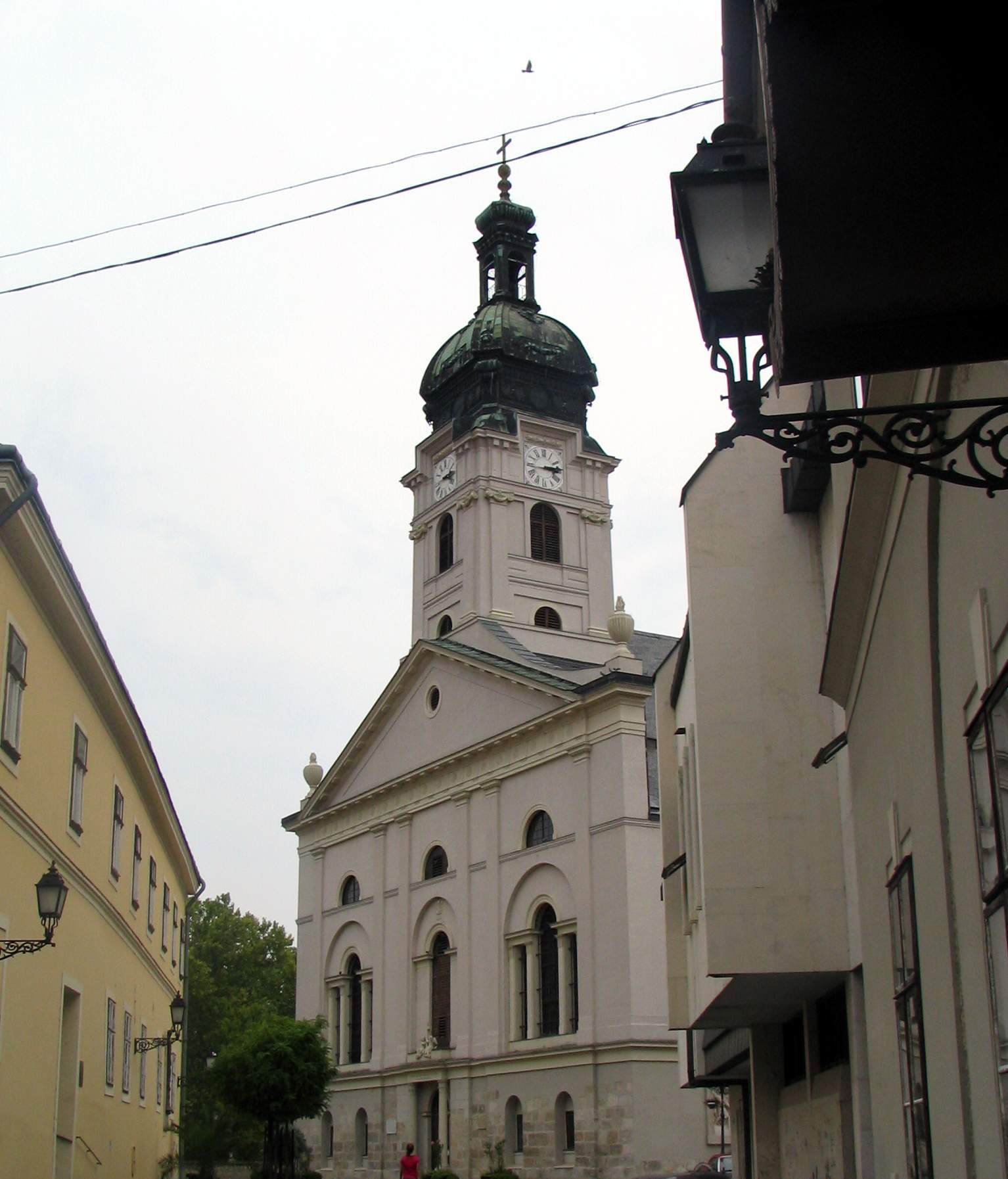
Кафедральный собор

С XIX века Дьёр был одним из крупнейших промышленных центров Венгрии. После Второй мировой войны в городе было построено ещё несколько крупных предприятий.
Локомотивом экономики города был основанный ещё в 1896 году завод Rába, выпускающий большой ассортимент машиностроительной продукции, вагоны, автомобильные компоненты. В 1995 году в Дьёре был построен автомобильный завод фирмы Audi.
Также в экономике города большую роль играет пищевая, строительная и химическая промышленность.

## Достопримечательности
- Исторический центр Дьёра представляет собой хорошо сохранившийся памятник городской планировки XVIII века. Множество красивых церквей, дворцов и зданий могут служить примером австрийского барокко. Отличительной особенностью дьёрской архитектуры является большое количество закрытых балконов самой разнообразной формы, из-за чего Дьёр прозвали «городом балконов».
- Кафедральный собор. Расположен на холме Капталан, в наиболее древней части Дьёра. Первый собор на этом месте был построен в XI веке в романском стиле, однако был разрушен турками. Современное барочное здание построено в начале XVIII века. На площади к югу от собора установлена фигура архангела Михаила с мечом.
- Епископский замок. Расположен в самом центре бывшей крепости на холме Капталан. Построен в 1575 году, перестроен в 1783.
- Церковь кармелитов. Стоит на берегу Рабы к югу от крепостного холма. Построена в 1725 году, к церкви пристроена Лоретанская часовня с почитаемой статуей Девы Марии.
- Ансамбль площади Сеченьи. Площадь Сеченьи (Széchenyi tér) — центральная площадь Старого города, окружённая великолепными барочными строениями. Наиболее примечательны Церковь иезуитов (1641 год), дом Аббата (№ 5), дом Ваштушкош (№ 4), здание Старой ратуши; а также стоящий в центре площади столб со статуей Девы Марии.

## Спорт
В городе базируется одна из сильнейших венгерских футбольных команд — ФК Дьёр ЭТО (прежнее название Раба ЭТО). Команда четырежды становилась чемпионом страны (в последний раз в 2013 году). Также в городе очень популярен гандбол. Как мужская, так и женская гандбольные команды «Дьёр» занимают ведущие позиции в стране, неоднократно участвовали в европейских кубках.

## Галерея

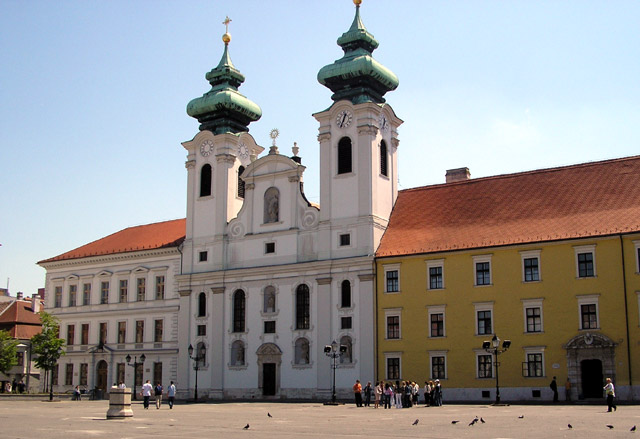
Храм иезуитов на площади Сеченьи

## Туризм
Через Дьёр проходит Тропа Султана — туристический пешеходный маршрут, начинающийся в Вене и заканчивающийся в Стамбуле. Проходит через территории Австрии, Словакии, Венгрии, Хорватии, Сербии, Румынии, Болгарии, Греции (Восточная Македония и Фракия) и Турции.

## Персоналии
- Ковач, Маргит

## Города-побратимы
- Брашов, Румыния (1993)[11][12]
- Брянск, Россия
- Зиндельфинген, Германия (26 мая 1989)[12][13]
- Илава, Словакия
- Ингольштадт, Германия (8 ноября 2008)[14][15]
- Кольмар, Франция (1993)[12]
- Куопио, Финляндия (1978)[12][16]
- Монтевидео, Уругвай
- Нижний Новгород, Россия (27 ноября 2013)[17][18]
- Ноф-ха-Галиль, Израиль (1993)[12]
- Познань, Польша (23 января 2008)[14][19]
- Ухань, Китай (1994)[12]
- Эрфурт, Германия (30 сентября 1971)[20][12]